# 阿罗基亚·拉吉夫
阿罗基亚·拉吉夫（Arokia Rajiv，1991年5月22日—），印度男子田径运动员，2014年亚洲运动会男子400米铜牌得主、2018年亚洲运动会混合4×400米接力金牌得主和男子4×400米接力银牌得主。